# Liparis brunneolobata
Liparis brunneolobata är en orkidéart som beskrevs av Kerr. Liparis brunneolobata ingår i släktet gulyxnen, och familjen orkidéer.
Artens utbredningsområde är Laos. Inga underarter finns listade i Catalogue of Life.